# Negimaki
Le negimaki (ねぎ巻き) est un plat japonais composé de rôti de bœuf mariné dans de la sauce teriyaki et roulé avec des cébettes (negi).
Le plat trouve ses origines dans les années 1960 au Restaurant Nippon de Manhattan, à New York, après que le critique gastronomique du New York Times, Craig Claiborne, a suggéré qu'un plat avec du bœuf soit nécessaire pour attirer la clientèle américaine car le restaurant ne servait alors que du poisson. Selon l'inventeur du plat, Nobuyoshi Kuraoka, il s'agit d'une variante d'un plat traditionnel à base de thon rouge,.